# Eidalcamenes
Eidalcamenes is een geslacht van rechtvleugeligen uit de familie Romaleidae. De wetenschappelijke naam van dit geslacht is voor het eerst geldig gepubliceerd in 1957 door Rosas Costa.

## Soorten
Het geslacht Eidalcamenes omvat de volgende soorten:
- Eidalcamenes brevipennis Giglio-Tos, 1900
- Eidalcamenes lobipennis Bruner, 1911